# Édouard I van Beaujeu

Wapenschild van Édouard I van Beaujeu

Édouard I van Beaujeu (1316 - Ardres, 6 juni 1351) was heer van Beaujeu in het hertogdom Bourgondië. Hij was maarschalk van Frankrijk.

## Levensloop

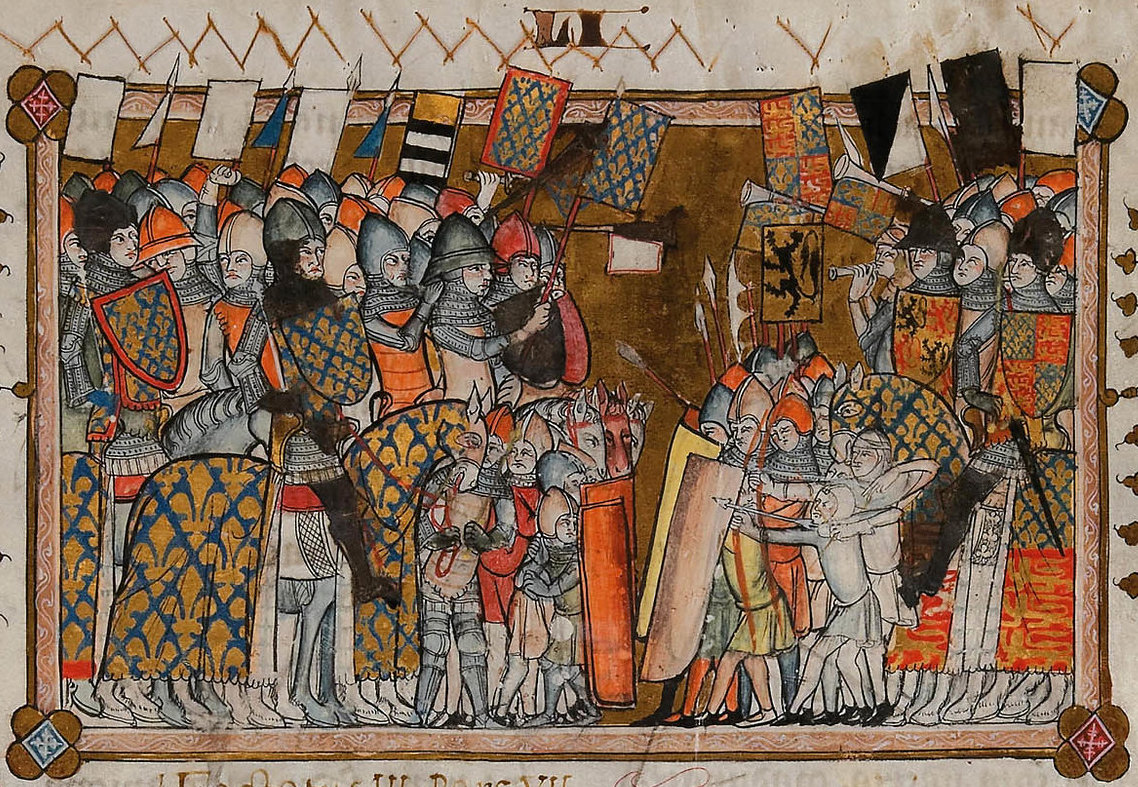
De Slag bij Crécy

Édouard was de zoon van Guichard VI van Beaujeu en diens tweede vrouw Marie van Châtillon. Hij volgde zijn vader op na diens dood in 1331. Hij was toen nog minderjarig. De vrede gesloten tussen de graaf van Savoye, de bondgenoot van Beaujolais, en de dauphin van Viennois viel ongunstig uit voor Beaujolais. Het verloor hierdoor Meximieux en Bourg-Saint-Christophe. Édouard won een proces tegen zijn stiefmoeder Jeanne de Chateauvillain over Thoissey. Met de graaf van Foix sloot hij een verdrag van wederzijdse bijstand. In 1335 kwam Édouard in conflict met de abt van Île Barbe over Vimy. Dit stad was gelegen op de linkeroever van de Saône en was hierdoor belangrijk voor de territoriale aanspraken van Beaujeu. Vimy was een bezit van de abdij van Île Barbe, maar de heren van Beaujeu hadden er sinds het einde van de 13e eeuw de feitelijke macht als garde.
In 1337 vervoegde Édouard het leger van de Franse koning en vocht in Guyenne, Picardië en Languedoc. Bij Doornik vocht hij onder zijn oude vijand de dauphin tegen een Vlaams leger. Tijdens de Bretonse Successieoorlog vocht hij onder de hertog van Normandië, de latere koning Jan II van Frankrijk, en werd zijn persoonlijke vazal. Tijdens die oorlog veroverde Édouard de stad Auray.
In 1343 vertrok Édouard op kruistocht. Terug in Frankrijk nam hij in 1346 in het gevolg van koning Filips VI deel aan de verloren Slag bij Crécy, het begin van de Honderdjarige Oorlog. In die periode werd Édouard benoemd tot maarschalk van Frankrijk, een erkenning voor zijn tactisch inzicht.
Toen het conflict met Viennois weer oplaaide over Beauregard en Miribel, ingenomen door de dauphin van Viennois, legde de Franse koning een wapenstilstand op. Édouard was aanwezig bij de kroning van Jan II van Frankrijk. Hij sneuvelde bij Ardres nabij Calais in een gevecht met de Engelsen. Zijn lichaam werd gerepatrieerd en begraven in de abdijkerk van Belleville.

## Opvolging
Édouard van Beaujeu huwde met Marie de Thil. Zij toonde zich een bekwaam bestuurder tijdens de lange afwezigheden van haar echtgenoot. Édouard werd opgevolgd door zijn zeven jaar oude zoon Antoine. Tot zijn meerderjarigheid werd Beaujolais verder bestuurd door Marie de Thil. Verder had hij een dochter, Margaretha, die huwde met Amadeus van Piëmont.

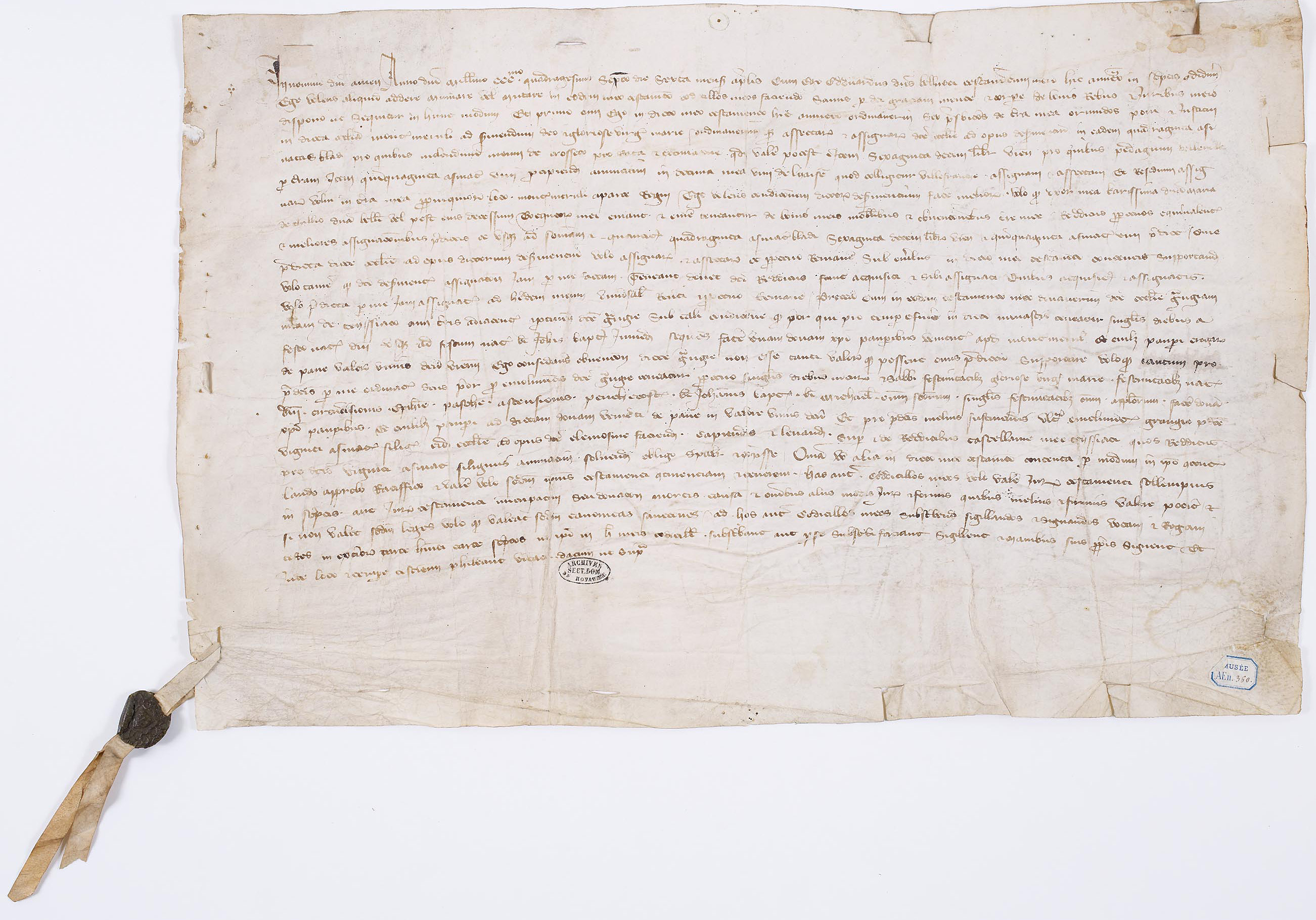
Codicil bij het testament van Édouard I